# Alias Grace (Miniserie)
Alias Grace ist eine kanadisch-US-amerikanische Drama-Miniserie, die auf dem gleichnamigen Roman von Margaret Atwood basiert. Entwickelt wurde die Serie von Sarah Polley, während Mary Harron Regie führte. In den Hauptrollen sind Sarah Gadon, Edward Holcroft, Zachary Levi und Anna Paquin zu sehen.
Die Erstausstrahlung der sechsteiligen Serie fand vom 25. September bis zum 30. Oktober 2017 bei CBC statt. Im deutschsprachigen Raum wurde die Serie am 3. November 2017 bei Netflix veröffentlicht.

## Handlung
Das 15-jährige Dienstmädchen Grace Marks wird 1843 beschuldigt, zusammen mit dem Stallburschen James McDermott ihren reichen Arbeitgeber, den Farmer Thomas Kinnear, und die Haushälterin Nancy Montgomery umgebracht zu haben. James wird zum Tod durch den Strang und Grace zu lebenslanger Haft verurteilt.
Der Psychologe Simon Jordan wird von einigen Personen engagiert, die an Grace’ Unschuld glauben, um den Fall zu beurteilen und einen Bericht abzugeben, der zu ihrer Begnadigung führen könnte.

## Besetzung
Die Synchronisation der Serie wurde bei den Studios VOA nach Dialogbüchern von Christoph Krix und Wieland Bauder unter der Dialogregie von Krix erstellt.

| Rolle              | Darsteller       | Synchronsprecher  |
| ------------------ | ---------------- | ----------------- |
| Grace Marks        | Sarah Gadon      | Josephine Schmidt |
| Dr. Simon Jordan   | Edward Holcroft  | Armin Schlagwein  |
| Mary Whitney       | Rebecca Liddiard | Anna Dramski      |
| Jeremiah Pontelli  | Zachary Levi     | Romanus Fuhrmann  |
| James McDermott    | Kerr Logan       | Jannik Endemann   |
| Reverend Verrenger | David Cronenberg | Elmar Gutmann     |
| Nancy Montgomery   | Anna Paquin      | Svantje Wascher   |
| Thomas Kinnear     | Paul Gross       |                   |

## Rezeption
Alias Grace erhielt überwiegend positive Kritiken. Auf Metacritic erhielt die Miniserie einen Metascore von 82/100, basierend auf 29 Rezensionen, bei Rotten Tomatoes waren 98 Prozent der 56 ausgewerteten Kritiken positiv.